# 和硕温恪公主
和硕温恪公主（1687年—1709年），康熙帝第十三女 (当时被稱為八公主) ，生母為敬敏皇贵妃章佳氏，怡賢亲王胤祥同胞妹、和硕敦恪公主同胞姐。

## 生平
康熙二十六年十一月二十七日丑時出生，生母敬敏皇貴妃在康熙三十八年七月二十五日過世。因此，八公主是由翊坤宮宜妃郭絡羅氏养育至出嫁。因為宜妃代其妹養育的固倫恪靖公主在數年前已下嫁給多羅郡王敦多布多爾濟。
康熙四十五年（1706年) ，和硕温恪公主下嫁蒙古翁牛特部杜棱郡王仓津（博尔济吉特氏），康熙帝亲自送亲。八公主在檔案中曾被稱為翁牛特公主。值得一提的是倉津的祖母阿濟格第四女，巾幗不讓鬚眉，曾與其子畢里袞達賚共同抵禦叛亂而特封為郡主。同年七月癸巳，聖祖巡幸巴颜额尔追地方，翁牛特诸台吉及众蒙古列跪道左奏言：「臣等翁牛特地方向来谋生甚艰，蒙皇上遣官训以谋生之道，禁止盗贼加以养育，又赐牛羊使孳生蕃息，臣等俱已各得其所矣，今公主下嫁多罗杜楞郡王仓津，又蒙圣驾亲临光荣无比，合词迎驾欢呼动地。」聖祖當日決定驻驿於和硕温恪公主第。
康熙四十八年 (1709年) 六月二十一日亥時，溫恪公主產下一对雙胞胎女兒。公主甚為虚弱，已不省人事。当时御医霍桂芳和戴君選让她服用人参汤和童便，惟溫恪公主不能下咽而暴脫死，年僅二十三歲。和硕温恪公主是清代官方紀錄中唯一死于难产的公主。
溫恪公主陵從南向北依次建有漢白玉和青石神橋、碑亭、雕花卉與祥雲紋飾華表及過廳享殿等，地下為磚石結構的拱券式地宮。亭內竪趺石碑，碑額鐫龍戲珠圖案和「貞節流芳」四字，下面以滿、蒙及漢三種文字述公主生平。前殿堂陳設公主生前所用的龍床、屏風，以及旗、羅、傘、扇與轎等儀仗用物，殿額所懸「淑慎爾儀」匾牌，便是原公主府由康熙帝御題的匾額遺物，當時公主府還有漢文「三星共照駙馬府，五福降臨玉葉門」的楹聯。